# 萨赫勒之声
萨赫勒之声（法語： La Voix du Sahel，英语：Voice of the Sahel）是尼日尔的国家广播电台，归尼日尔政府所有，频率为 91.3MHZ。总部位于尼亚美，成立于1958年，前身为尼日尔广播电台，但在1974年改用现在的名称。它是该国唯一的国家广播电台，也是唯一提供包括法语在内的八种不同语言节目的广播电台。